# Suzan-Lori Parks

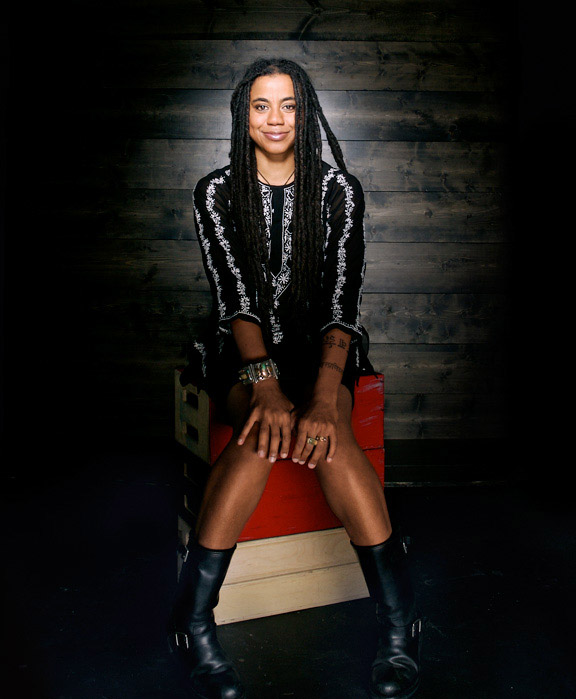
Suzan-Lori Parks (2006)

Suzan-Lori Parks (* 10. Mai 1963 in Kentucky) ist eine US-amerikanische Autorin und Dramatikerin, die für ihr Theaterstück Topdog/Underdog 2002 den Pulitzer-Preis für Theater erhielt und damit die erste afroamerikanische Dramatikerin war, der dieser Preis verliehen wurde.

## Leben
Die Tochter eines Colonel der US Army wuchs teilweise in Deutschland auf, wo sie auch deutschsprachige Schulen besuchte. Nach dem Schulbesuch studierte sie Anglistik und Germanistik am Mount Holyoke College in Massachusetts und schloss dieses Studium 1985 ab. Während des dortigen Studiums war auch der Schriftsteller James Baldwin einer ihrer Dozenten. Suzan-Lori Parks, die auch Schauspiel in London studierte, wurde später Leiter des Theaterprogramms des California Institute of the Arts (CalArts) in Valencia.
Bereits während des Studiums begann sie mit dem Verfassen von Theaterstücken und hatte 1984 mit The Sinner’s Place ihr Debüt. Ihre Bühnenwerke sind von den Werken von Ntozake Shange sowie Adrienne Kennedy und deren untraditionellen Schreibstilen beeinflusst. Für das Drehbuch zu Girl 6 von Spike Lee wurde sie bei den Independent Spirit Awards 1997 mit dem Preis für das beste Drehbuchdebüt nominiert.
Nachdem sie bereits 2000 für ihr Stück In the Blood für den Pulitzer-Preis für Theater nominiert war, erhielt sie diesen Preis 2002 für das Theaterstück Topdog/Underdog. Sie war damit die erste Afroamerikanerin, der dieser Preis verliehen wurde. Darüber hinaus war das Stück für den Tony Award für das beste Theaterstück nominiert. 2001 bekam sie außerdem eine MacArthur Fellowship, ein fünfjähriges Stipendium der John D. und Catherine T. MacArthur Foundation.
2002 erschien Fucking A, eine Bearbeitung des Stoffs von Nathaniel Hawthornes Der scharlachrote Buchstabe, wobei sie eine erste Adaption bis auf den Titel und den Namen der Hauptperson vernichtete, da ihr diese Umsetzung noch nicht gefiel. 2003 verfasste Suzan-Lori Parks, die mit dem Blues–Musiker Paul Oscher verheiratet ist, den Roman Getting Mother’s Body, der 2006 unter dem deutschen Titel Die verhinderte Braut erschien. 2005 schrieb sie das Drehbuch zum Film Die Liebe stirbt nie, von Darnell Martin verfilmt mit Halle Berry und Ruben Santiago-Hudson in den Hauptrollen.
2019 wurde sie in die American Academy of Arts and Letters gewählt, 2021 in die American Academy of Arts and Sciences.
Im Jahr 2023 adaptierte Parks den jamaikanischen Kriminalfilm The Harder They Come (1972) als gleichnamige Off-Broadway-Musical-Produktion, die im März in New York am von Joseph Papp gegründeten The Public Theater uraufgeführt wurde. Die Hauptrolle des Ivan übernahm Natey Jones. The Harder They Come gewann im Jahr seiner Veröffentlichung den Outer Critics Circle Award als bestes neues Off-Broadway-Musical.

## Hintergrundliteratur
- Alycia Smith-Howard, Kevin J. Wetmore (Hrsg.): Suzan-Lori Parks. A Casebook (= Casebooks on Modern Dramatists.). Routledge, London/New York 2007, ISBN 978-0-415-97381-6 (englisch).
- Deborah R. Geis: Suzan-Lori Parks. University of Michigan Press, Ann Arbor 2008, ISBN 978-0-472-06946-0 (englisch).

## Veröffentlichungen

### Dramen
- 1984: The Sinner’s Place
- 1987: Betting On The Dust Commander
- 1989: Imperceptible Mutabilities In The Third Kingdom
- 1989: Pickling
- 1990: The America Play
- 1990: The Death Of The Last Black Man In The Whole World
- 1990: Greeks
- 1995: Venus
- 1999: In The Blood
- 2001: Topdog/Underdog
- 2002: Fucking A
- 2007: 365 Days/365 Plays Festival
- 2007: 7 Plays, 7 Days, 7 Ways (Selections from „365 Days/365 Plays“)
- 2007: Neo-Futurists Meet Susan Lori Parks: NEO-FUTURISTIC REALIZATION OF 365 DAYS/365
- 2009: Father Comes Home from the Wars (Parts 1, 8 & 9)
- 2010: The Book Of Grace
- 2010: Watch Me Work
- 2021: The United States vs. Billie Holiday

### Roman
- Die verhinderte Braut. btb, München 2006, ISBN 3-442-73083-X (englisch: Getting Mother’s Body. New York 2003. Übersetzt von Christiane Buchner).